# 菅原広二
菅原 広二（すがわら こうじ、1951年（昭和26年）10月28日 - ）は、日本の政治家。秋田県男鹿市長（3期）。元秋田県議会議員（2期）。

## 来歴
秋田県南秋田郡脇本村（現・男鹿市脇本富永字野田）に生まれる。1967年（昭和42年）3月、男鹿市立脇本中学校卒業。中学時代は相撲部に所属し、全県大会で個人優勝した。1970年（昭和45年）3月、秋田県立秋田高等学校卒業。3年生のときラグビー部キャプテンをつとめた。1975年（昭和50年）3月、日本大学理工学部土木工学科卒業。同年4月、秋田県庁に入庁。1981年（昭和56年）4月、石材の採石加工業の会社に転職。1994年（平成6年）3月、同社代表取締役副社長に就任。
2011年（平成23年）4月、秋田県議会議員選挙に無所属で出馬し初当選。2015年（平成27年）4月、自由民主党公認で出馬し無投票で再選。
2017年（平成29年）1月27日、任期満了に伴う男鹿市長選挙に立候補する意向を表明。同年4月9日に行われた市長選で元市議の佐藤誠を破り初当選した。4月12日、市長就任。
※当日有権者数：25,865人 最終投票率：67.67%（前回比：pts）
| 候補者名 | 年齢 | 所属党派 | 新旧別 | 得票数  | 得票率 | 推薦・支持 |
| -------- | ---- | -------- | ------ | ------- | ------ | ---------- |
| 菅原広二 | 65   | 無所属   | 新     | 9,899票 | 57.28% |            |
| 佐藤誠   | 60   | 無所属   | 新     | 7,383票 | 42.72% |            |

2021年（令和3年）、無投票で再選。
2025年（令和7年）、無投票で3選。